# Heinrich Julius Köbicke
Heinrich Julius Köbicke (* 26. Juli 1803 in Berlin; † 28. August 1873 ebd.) war ein deutscher Architekt und Baubeamter.

## Leben
Köbicke studierte an der Berliner Bauakademie und arbeitete dann von 1832 bis 1838 bei Karl Friedrich Schinkel. 1832/33 begleitete er August Stüler und Carl Scheppig nach Italien. Danach wurde er Staatsangestellter in Schneidemühl und Gleiwitz, bis er 1852 zum Polizeipräsidium in Berlin kam. Dort leitete er ein vom Ministerium für Handel, Gewerbe und öffentliche Arbeiten und vom Polizeipräsidenten eingesetztes „Commissarium“, das einen neuen Bebauungsplan für Berlin erstellen sollte. 1858 erlitt er einen Schlaganfall und James Hobrecht übernahm seine Aufgaben. Von 1859 bis zum Ruhestand 1863 war Köbicke dann Mitarbeiter bei Hobrecht. Eigene Bauten sind nicht bekannt.